# Attentat de Damaturu du 17 juin 2014
L'attentat de Damaturu est commis le 17 juin 2014 au cours de l'insurrection djihadiste au Nigeria.

## Déroulement
Le 17 juin 2014, à Damaturu, dans le quartier de Nayi-Nama, un attentat est commis contre un « centre de visionnage » des matches de la Coupe du monde de football de 2014. Alors que des spectateurs se sont rassemblés pour regarder un match entre le Brésil et le Mexique, une bombe est dissimulée dans un pousse-pousse motorisé devant le centre de retransmission. L'explosion a lieu vers 20h15, heure locale (19H15 GMT),,.
Selon un employé de l'hôpital Sani Abacha, 21 cadavres et 27 blessés ont été amenés dans l'établissement.
Boko Haram est suspecté d'avoir organisé l'attaque. Opposé à la pratique du football, considéré comme une perversion venue de l'Occident dans le but de détourner les musulmans de la religion, le groupe armé islamiste avait déjà distribué des tracts avant la Coupe du Monde où il appelait à la population à ne pas fréquenter les centres de retransmission, exigeant également leurs fermetures,,.